# Trigoniida
Trigoniida is een orde van de tweekleppigen.

## Taxonomie
De volgende taxa zijn bij de orde ingedeeld:
- † Superfamilie Megatrigonioidea van Hoepen, 1929
  -  † Familie Iotrigoniidae Saveliev, 1958
  -  † Familie Megatrigoniidae van Hoepen, 1929
  -  † Familie Pterotrigoniidae van Hoepen, 1929
- † Superfamilie Myophorelloidea Kobayashi, 1954
  -  † Familie Buchotrigoniidae Leanza, 1993
  -  † Familie Laevitrigoniidae Saveliev, 1958
  -  † Familie Myophorellidae Kobayashi, 1954
  -  † Familie Rutitrigoniidae van Hoepen, 1929
- † Superfamilie Pseudocardinioidea Martinson, 1961
  -  † Familie Pseudocardiniidae Martinson, 1961
  -  † Familie Utschamiellidae Kolesnikov, 1977
- Superfamilie Trigonioidea Lamarck, 1819
  -  † Familie Eoschizodidae Newell & Boyd, 1975
  -  † Familie Groeberellidae Pérez, Reyes & Damborenea, 1995
  -  † Familie Myophoriidae Bronn, 1849
  -  † Familie Prosogyrotrigoniidae Kobayashi, 1954
  -  † Familie Scaphellinidae Newell & Ciriacks, 1962
  -  † Familie Schizodidae Newell & Boyd, 1975
  - Familie Trigoniidae Lamarck, 1819
- † Superfamilie Trigonioidoidea Cox, 1952
  -  † Familie Nakamuranaiadidae Guo, 1981
  -  † Familie Nippononaiidae Chen Jin-hua, 1987
  -  † Familie Plicatounionidae Chen Jin-hua, 1987
  -  † Familie Pseudohyriidae Kobayashi, 1968
  -  † Familie Trigonioididae Cox, 1952
- † Superfamilie Trigonodoidea Modell, 1942
  -  † Familie Desertellidae Dechaseaux, 1947
  -  † Familie Trigonodidae Modell, 1942